# Mr. Freeze
Mr. Freeze (pierwotnie Mr. Zero; alter ego dr Victor Fries) – fikcyjna postać (złoczyńca), pojawiająca się  komiksach o Batmanie wydawanych przez DC Comics, oraz wszelkiego rodzaju adaptacjach komiksów. Twórcami postaci był Bob Kane i Sheldon Moldoff, postać zadebiutowała w komiksie Batman (vol. 1) #121 (luty 1959).
W wersji aktorskiej pojawił się w serialu Batman (Batman), gdzie w jego role wcielili się następująco George Sanders, Otto Preminger i Eli Wallach. W filmie Batman i Robin (Batman & Robin) z 1997 roku zagrał go Arnold Schwarzenegger.
W zestawieniu 100 największych komiksowych złoczyńców portalu internetowego IGN Mister Freeze zajął 67 miejsce.

## Opis postaci
Victor Fries był wybitnym naukowcem specjalizującym się w kriogenice. Jednakże był również osobą nad wyraz niezdarną i nie miał zbyt dobrych kontaktów z otoczeniem. Lecz istniała jedna osoba, która stanowiła cały świat dla Victora – jego żona Nora. Nora była zjawiskowo piękną, wspaniałą i miłą kobietą. Widziała Victora takiego, jakim był naprawdę – dobrego człowieka. I kiedy zdiagnozowano u niej ciężką chorobę, świat Friesa legł w gruzach. By uratować swą żonę rozpoczął gorączkowe badania. Ostatecznie opracował kriogeniczny proces, który miałby za zadanie pozostawić Norę w stanie zamrożenia aż odpowiedni lek zostanie wynaleziony. Kiedy Victor rozpoczął ów proces jego pracodawca z Gothcorp wtargnął wraz z ochroną by zatrzymać „wyciek” pieniędzy i używanie technologii firmy bez uprzedniej zgody zarządu. Wywiązała się szarpanina, podczas której Victor został wrzucony w chemikalia i zatruł się nimi.
Po Norze słuch zaginął. Po jakimś czasie Victor odkrył, że od teraz może żyć tylko w temperaturze zbytnio nieprzekraczającej 0*C. Wykorzystując swoje naukowe możliwości stworzył kriogeniczny kombinezon umożliwiający utrzymanie danej temperatury. Victor przybrał imię (podobne do swego pierwotnego nazwiska) – Mr.Freeze i rozpoczął vendettę na dyrektorach Gothcorp. Zaczął od powolnego niszczenia firmy tak jak firma zniszczyła wcześniej jego samego. Po konfrontacji z CEO Victor odkrył, że jego żona wcale nie zginęła, ale została zamrożona tak jak on tego chciał. Wtedy jednak nieoczekiwanie pojawił się Batman i rozpoczął walkę z Freezem. Podczas walki użył swojego ray-guna. Chybił jednak i nieszczęśliwie dla niego promień lodu trafił w komorę, w której spoczywała Nora, komora pękła a żona Friesa zmarła. Victor obwinił Batmana o spowodowanie jej śmierci i poprzysiągł mu zemstę, którą żyje po dziś dzień mimo swoich licznych pobytów w Arkham. Freeze kontynuował swoją walkę przez wiele lat. Mimo iż przyłączył się na pewien czas do Two-Face'a, generalnie woli pracować sam. Na pewien czas przejął dowództwo nad pewnym gangiem i poprowadził go do konfrontacji z Jokerem, do którego pierwotnie ów gang należał.
Joker naruszył kostium Freeze'a, a jego samego wrzucił do Gotham River. Nieszczelne przewody w stroju Victora utworzyły blok lodu. Fries utrzymał się w tym stanie aż został wyłowiony przez policję. Po tych wydarzeniach ponownie został osadzony w Arkham.

## W innych mediach

### Seriale i filmy aktorskie

#### Batman(serial z lat 60.)
W serialu telewizyjnym Batman (Batman) Mr. Freeze otrzymał swój aktualny pseudonim (gdy w komiksach nazywał się Mr. Zero). Jego prawdziwa tożsamość to Art Schivel, naukowiec niemieckiego pochodzenia, przez co pojawiło się kojarzenie wśród ludzi Mr. Freeze'a z niemieckim/austriackim akcentem. W jego rolę wcielili się następująco George Sanders, Otto Preminger i Eli Wallach.
Batman i Robin (film z 1997)
W filmie Joela Schumachera Batman i Robin (Batman & Robin) w rolę Mr. Freeze'a wcielił się Arnold Schwarzenegger. Oprócz niego przeciwnikami Batmana i jego sprzymierzeńców byli Pamela Isley (Uma Thurman) i Bane (Jeep Swenson).
Gotham (serial z lat 2014-2019)
W serialu Gotham w rolę Mr. Freeze’a wcielił się Nathan Darrow.

### Seriale i filmy animowane

#### Wczesne animacje
- W serialu animowanym The Batman/Superman Hour głosu Mr. Freeze'owi użyczył Ted Knight.
- W serialu animowanym The New Adventures of Batman głosu Mr. Freeze'owi użyczył Lennie Weinrib.

#### DC Animated Universe
Mr. Freeze pojawił się w serialach animowanych, których akcja rozgrywa się we wspólnym uniwersum (DC Animated Universe): Batman (Batman: The Animated Series), a także w serialu animowanym Batman przyszłości (Batman Beyond) oraz w animowanym filmie pełnometrażowym Batman i Mr. Freeze: Subzero (Batman & Freeze: SubZero), w którym głosu użyczył mu Michael Ansara.

#### The Batman
W serialu animowanym Batman (The Batman) emitowanym w latach 2004–2008 głosu użyczył mu Clancy Brown. 

#### Batman: The Brave and The Bold
W serialu animowanym Batman: Odważni i bezwzględni (Batman: The Brave and The Bold) emitowanym w latach 2008–2011 głosu Mr. Freeze'owi użyczył John DiMaggio.

#### Young Justice
W serialu animowanym Liga Młodych (Young Justice) głosu Mr. Freeze'owi użyczył aktor Keith Szarabajka.

### Gry komputerowe
Mr. Freeze pojawił się w następujących grach video:
- W Batman & Robin z 1998 roku na platformę: PlayStation.
- W Batman: Chaos in Gotham z 2001 roku na platformę: Game Boy Color.
- W Batman Vengeance z 2001 roku na platformy: PlayStation 2, Game Boy Advance, GameCube, Xbox i Microsoft Windows.
- W Batman: Dark Tomorrow z 2002 roku na platformy: Xbox i GameCube.
- W Lego Batman: The Video Game z 2008 roku na platformy: Nintendo DS, PlayStation 2, PlayStation 3, PlayStation Portable, Wii, Xbox 360, OS X, Microsoft Windows i telefony komórkowe.
- W Batman: Arkham City z 2011 roku na platformy: PlayStation 3, Xbox 360 i Microsoft Windows.
- W DC Universe Online z 2011 roku na platformy: PlayStation 3 i Microsoft Windows.
- W Lego Batman 2: DC Super Heroes z 2012 roku na platformy: PlayStation 3, PlayStation Vita, Wii, Xbox 360, Nintendo DS i Microsoft Windows.